# Robert Pitts
Robert C. "R. C." Pitts (Pontotoc, 23 juni 1919 – Baton Rouge, 29 oktober 2011) was een Amerikaans basketballer. Hij won met het Amerikaans basketbalteam de gouden medaille op de Olympische Zomerspelen 1948.
Pitts speelde voor het team van de Universiteit van Arkansas en de Phillips 66ers. Tijdens de Olympische Spelen speelde hij 5 wedstrijden, inclusief de finale tegen Frankrijk. Gedurende deze wedstrijden scoorde hij 31 punten.
Na zijn carrière als speler begon hij zijn eigen vervoersbedrijf.
11 Lew Beck · 
12 Ralph Beard · 
15 Alex Groza · 
23 Cliff Barker · 
24 Ray Lumpp · 
26 Kenny Rollins · 
27 Wallace Jones · 
30 Vince Boryla · 
33 Don Barksdale · 
55 Jesse Renick · 
66 Gordon Carpenter · 
77 Jackie Robinson · 
90 Bob Kurland · 
99 Robert Pitts · 
Coach Bud Browning